# Puchar Świata w biegach narciarskich 2014/2015 – Otepää
Piąte zawody Pucharu Świata w biegach narciarskich w sezonie 2014/2015 odbyły się w estońskim Otepää. Konkurencje zostały rozegrane w dniach 17–18 stycznia 2015 roku. Zawodnicy i zawodniczki rywalizowali w sprintach indywidualnych stylem klasycznym i sprintach drużynowych stylem dowolnym.

## Program zawodów
| Dzień       | Konkurencja                            | Początek  | Liczba uczestników |
| ----------- | -------------------------------------- | --------- | ------------------ |
| 17 stycznia | Sprint kobiet st. klasycznym           | 12:00 CET | 52                 |
| 17 stycznia | Sprint mężczyzn st. klasycznym         | 12:20 CET | 73                 |
| 18 stycznia | Sprint drużynowy kobiet st. dowolnym   | 10:30 CET | 2x17               |
| 18 stycznia | Sprint drużynowy mężczyzn st. dowolnym | 12:30 CET | 2x24               |

## Wyniki

### Sprint kobiet
| Pozycja | Zawodniczka              | Reprezentacja | Wynik           | Strata  |
| ------- | ------------------------ | ------------- | --------------- | ------- |
| złoto   | Ingvild Flugstad Østberg | Norwegia      | Finał           | 3:20,18 |
| srebro  | Stina Nilsson            | Szwecja       | Finał           | +0,60   |
| brąz    | Celine Brun-Lie          | Norwegia      | Finał           | +2,29   |
| 4.      | Maiken Caspersen Falla   | Norwegia      | Finał           | +3,67   |
| 5.      | Jewgienija Szapowałowa   | Rosja         | Finał           | +4,78   |
| 6.      | Magdalena Pajala         | Szwecja       | Finał           | +5,99   |
|         |                          |               |                 |         |
| 7.      | Kathrine Rolsted Harsem  | Norwegia      | Półfinał (1)    | —       |
| 8.      | Ida Ingemarsdotter       | Szwecja       | Półfinał (1)    | —       |
| 9.      | Kari Vikhagen Gjeitnes   | Norwegia      | Półfinał (2)    | —       |
| 10.     | Jennie Öberg             | Szwecja       | Półfinał (1)    | —       |
| 11.     | Anamarija Lampič         | Słowenia      | Półfinał (2)    | —       |
| 12.     | Hanna Falk               | Szwecja       | Półfinał (1)    | —       |
| ...     |                          |               |                 |         |
| 16.     | Justyna Kowalczyk        | Polska        | Ćwierćfinał (4) | —       |
| 37.     | Sylwia Jaśkowiec         | Polska        | Eliminacje      | —       |

### Sprint mężczyzn
| Pozycja | Zawodnik                | Reprezentacja | Wynik        | Strata  |
| ------- | ----------------------- | ------------- | ------------ | ------- |
| złoto   | Tomas Northug           | Norwegia      | Finał        | 3:50,59 |
| srebro  | Ola Vigen Hattestad     | Norwegia      | Finał        | +1,57   |
| brąz    | Toni Ketelä             | Finlandia     | Finał        | +1,57   |
| 4.      | Pål Golberg             | Norwegia      | Finał        | +6,28   |
| 5.      | Finn Hågen Krogh        | Norwegia      | Finał        | +9,23   |
| 6.      | Sondre Turvoll Fossli   | Norwegia      | Finał        | +10,26  |
|         |                         |               |              |         |
| 7.      | Eirik Brandsdal         | Norwegia      | Półfinał (2) | —       |
| 8.      | Timo Andre Bakken       | Norwegia      | Półfinał (2) | —       |
| 9.      | Emil Jönsson            | Szwecja       | Półfinał (1) | —       |
| 10.     | Aleksandr Panżynski     | Rosja         | Półfinał (2) | —       |
| 11.     | Siergiej Ustiugow       | Rosja         | Półfinał (1) | —       |
| 12.     | Vegard Bjerkreim Nilsen | Norwegia      | Półfinał (2) | —       |
| ...     |                         |               |              |         |
| 46.     | Maciej Staręga          | Polska        | Eliminacje   | —       |
| 58.     | Maciej Kreczmer         | Polska        | Eliminacje   | —       |

### Sprint drużynowy kobiet
| Pozycja | Zawodniczki                                     | Reprezentacja        | Wynik    | Strata |
| ------- | ----------------------------------------------- | -------------------- | -------- | ------ |
| złoto   | Ida Ingemarsdotter Stina Nilsson                | Szwecja I            | 16:11,13 | —      |
| srebro  | Maiken Caspersen Falla Ingvild Flugstad Østberg | Norwegia I           | 16:11,98 | +0,85  |
| brąz    | Justyna Kowalczyk Sylwia Jaśkowiec              | Polska               | 16:12,08 | +0,95  |
| 4.      | Hanna Kolb Denise Herrmann                      | Niemcy I             | 16:27,67 | +16,54 |
| 5.      | Anne Kyllönen Krista Pärmäkoski                 | Finlandia I          | 16:28,77 | +17,64 |
| 6.      | Ida Sargent Rosie Brennan                       | Stany Zjednoczone II | 16:29,27 | +18,14 |
| 7.      | Anastasija Docenko Natalja Matwiejewa           | Rosja I              | 16:29,56 | +18,43 |
| 8.      | Aino-Kaisa Saarinen Riikka Sarasoja             | Finlandia II         | 16:30,99 | +19,86 |
| 9.      | Magdalena Pajala Hanna Falk                     | Szwecja II           | 16:44,17 | +33,04 |
| 10.     | Anamarija Lampić Nika Razinger                  | Słowenia II          | 17:10,71 | +59,58 |

### Sprint drużynowy mężczyzn
| Pozycja | Zawodnicy                            | Reprezentacja | Wynik    | Strata |
| ------- | ------------------------------------ | ------------- | -------- | ------ |
| złoto   | Aleksiej Pietuchow Siergiej Ustiugow | Rosja I       | 19:39,10 | —      |
| srebro  | Anders Gløersen Finn Hågen Krogh     | Norwegia I    | 19:39,50 | +0,40  |
| brąz    | Dietmar Nöckler Federico Pellegrino  | Włochy        | 19:52,05 | +12,95 |
| 4.      | Roman Schaad Gianluca Cologna        | Szwajcaria II | 19:54,81 | +15,71 |
| 5.      | Ola Vigen Hattestad Pål Golberg      | Norwegia II   | 19:55,67 | +16,57 |
| 6.      | Andriej Parfionow Nikołaj Moriłow    | Rosja II      | 19:56,81 | +17,71 |
| 7.      | Maciej Kreczmer Maciej Staręga       | Polska        | 20:01,26 | +22,16 |
| 8.      | Jesse Cockney Len Väljas             | Kanada        | 20:01,90 | +22,80 |
| 9.      | Matias Strandvall Ristomatti Hakola  | Finlandia I   | 20:07,92 | +28,82 |
| 10.     | Raido Ränkel Peeter Kümmel           | Estonia I     | 20:17,67 | +38,57 |